# Sazovice
Sazovice är en ort i Tjeckien.   Den ligger i regionen Zlín, i den östra delen av landet, 250 km öster om huvudstaden Prag. Sazovice ligger 202 meter över havet och antalet invånare är 701.
Terrängen runt Sazovice är platt åt nordväst, men åt sydost är den kuperad. Runt Sazovice är det ganska tätbefolkat, med 62 invånare per kvadratkilometer. Närmaste större samhälle är Zlín, 7,6 km öster om Sazovice. I omgivningarna runt Sazovice växer i huvudsak blandskog.